# Martin Kemp (musicien)
Pour les articles homonymes, voir Martin Kemp et Kemp.
Martin John Kemp, né le 10 octobre 1961 à Islington, est un acteur et musicien anglais. Il est connu pour avoir été le bassiste du groupe Spandau Ballet, il est le frère de Gary Kemp.

## Carrière

### Musicien
Dans les années 1980, lui et son frère eurent beaucoup de succès avec le groupe de style Nouveaux Romantiques, Spandau Ballet. Leur meilleur album incluait True. Le groupe enchaîna d'autres succès tels que Gold et Only When You Leave en 1984. Ils participèrent aussi au concert Live Aid en 1985.
En 2022 il tourne avec Nick Mason (ex-Pink Floyd) avec le projet Souceful of secrets.

### Acteur
Après la dissolution du groupe, il s'est reconverti dans une carrière honorable au cinéma. On l'a vu entre autres dans la série télévisée Highlander. Il est aussi apparu dans plusieurs productions hollywoodiennes.
Il joue dans la série EastEnders entre 1998 et 2002.

### Téléréalité
Le 15 août 2012 il est le dernier candidat à entrer dans la maison de la saison 10 de Celebrity Big Brother sur Channel 5. 
La chanteuse et animatrice de télévision Coleen Nolan fait également partie des 13 célébrités.
En 2018 il participe à la 3e saison de l'émission Celebrity Island with Bear Grylls.

## Filmographie
- 1990 : Les Frères Krays (The Krays)
- 1992 : Waxwork 2 (Waxwork II: Lost in Time)
- 1993 : Aspen Extreme
- 1993 : Highlander (TV)
- 1994 : L'Étreinte du vampire (Embrace of the Vampire)
- 1995 : Au-delà du réel (The Outer Limits) (série télévisée) (VF : Jean-Claude Montalban)
- 1996 : Les Contes de la crypte (Tales from the Crypt) (série télévisée)
- 1998 : The Bill (TV)
- 1998 : Monk Dawson
- 1998 - 2002 : EastEnders (série télévisée) (de 1998 à 2002)
- 1999 : Sugar Town
- 2003 : The Brides in the Bath (TV)
- 2004 : Where the Heart Is (série télévisée)
- 2004 : Can't Buy Me Love (feuilleton)
- 2006 : Vieille connaissance (Love Lies Bleeding) (TV)
- 2006 : Marple (TV)
- 2007 : Back in Business
- 2008 : Heartbeat (série télévisée)
- 2012 : Celebrity Big Brother (saison 10, télé réalité)